# Herrscher des Himmels, König der Ehren
Herrscher des Himmels, König der Ehren (in tedesco, "Signore dei cieli, re degli onori") BWV Anh 193 è una cantata di Johann Sebastian Bach.

## Storia
Poco si sa di questa cantata. Venne composta nel 1740 per l'inaugurazione del nuovo consiglio municipale di Lipsia e venne eseguita il 29 agosto dello stesso anno. Suddivisa in cinque movimenti, il nome del librettista è sconosciuto. La musica è andata interamente perduta.